# Gulou carpenteri
Gulou carpenteri (лат.) — ископаемый вид насекомых, выделенный в отдельное монотипическое семейство Gulouidae (Cnemidolestodea). Каменноугольный период (верхний карбон, Tupo Formation, Пенсильванская подсистема, около 315 млн лет). Китай.

## Описание
Мелкие насекомые. Длина около 9 мм, переднее крыло от 5 до 10 мм. Усики в 1,5 раза длиннее головы. Жилкование переднего крыла: ScP достигает RA; RP выходит из R на ¼ от длины крыла; MP и CuA разветвляются дистально, с 2-3 дистальными жилками. Вид и семейство были впервые описаны по отпечаткам в 2011 году палеоэнтомологами Béthoux O., Y. Cui, B. Kondratieff, B. Stark, и D. Ren. и включены в состав отряда Веснянки. В 2014 году российский палеоэнтомолог Даниил Аристов (Палеонтологический институт РАН, Москва, Россия) включил вид в состав семейства Emphylopteridae (Cnemidolestodea), рассматривая Gulouidae как синоним для Emphylopteridae. В 2019 году были описаны сходные ископаемые виды Gulou oudardi и Avionptera communeaui (вместе Fatjanoptera mnemonica с отнесено к палеозойскому семейству Fatjanopteridae). Также в результате перепроверки было восстановлено из синонимии семейство Gulouidae в составе корневой группы Plecoptera (stem group) и включены в группу Archaeorthoptera.